# Balthasar-Antoine Dunker
Pour les articles homonymes, voir Dunker.
Balthasar Anton Dunker (ou Duncker), né le 15 janvier 1746 à Saal, près de Stralsund dans l'actuel arrondissement de Poméranie-Occidentale-du-Nord, et décédé le 2 avril 1807 à Berne (Suisse), est un peintre, un graveur et un illustrateur suisse d'origine suédoise. Paysagiste, il se consacra également à la caricature politique et grava des étiquettes pour l'industrie pharmaceutique[Quand ?].

## Biographie
Dunker se forma notamment auprès du graveur Jean-Georges Wille. En compagnie d'un autre artiste allemand, Jacob Philipp Hackert, il se rendit à Paris où il fut l'élève du peintre français Joseph-Marie Vien et côtoya Sigmund Freudenberger. Puis il se fixa définitivement à Berne.

## Œuvre
- 1e Suite. Recueil de petites figures, gravées d'après les dessins des plus habilles Maitres, propres à différents usages, gravées à l'eau-forte par Dunker, terminées par Huquier